# ダレン・ティル
ダレン・ティル（Darren Till、1992年12月24日 -  ）は、イングランドの男性総合格闘家。元キックボクサー。マージーサイド州リヴァプール出身。チーム・カオボン所属。

## 来歴
12歳でムエタイを始めると、14歳で学校を中退してキックボクシングやムエタイの大会で実績を挙げ、17歳からリヴァプールのチーム・カオボンで総合格闘技のトレーニングを始めた。しかし、19歳の時にパーティーでの乱闘で背中をナイフで刺され、コーチの勧めで地元でのトラブルを避け格闘技に集中するため、ブラジルに移住して、ポルトガル語を話せない中で地元のアストラ・ファイト・チームでトレーニングを積んだ。当初の予定ではブラジルでの滞在は6か月間の予定だったが、約4年間滞在した。
2013年にブラジルでプロデビューし、南米のローカル大会で12連勝を飾った。

### UFC
2015年5月30日、UFC初出場となったUFC Fight Night: Condit vs. Alvesでウェンデル・オリベイラと対戦し、1Rにグラウンドの肘打ちでKO勝ち。
2015年10月24日、UFC Fight Night: Holohan vs. Smolkaでニコラス・ダルビーと対戦し、判定1-0のマジョリティ・ドローに終わった。ファイト・オブ・ザ・ナイトを受賞した。
2016年12月、約4年間に渡るブラジル修行を終え、チーム・カオボンに復帰した。
2017年5月28日、肩の負傷から1年7ヶ月ぶりの復帰戦となったUFC Fight Night: Gustafsson vs. Teixeiraでジェシン・アヤリと対戦し、3-0の判定勝ち。ティルが計量でウェルター級の規定体重を5ポンドオーバーしたため、ファイトマネーの20％がアヤリに支払われた。
2017年10月21日、UFC Fight Night: Cowboy vs. Tillでウェルター級ランキング6位のドナルド・セラーニと対戦。1Rにスタンドパンチ連打でダウンを奪い、パウンドでTKO勝ちを収める番狂わせを演じ、パフォーマンス・オブ・ザ・ナイトを受賞した。
2018年5月27日、UFC Fight Night: Thompson vs. Tillでウェルター級ランキング1位のスティーブン・トンプソンと対戦し、一進一退の攻防を繰り広げ、3-0の5R判定勝ちを収めた。この試合は、ティルが計量で規定体重を3.5ポンドオーバーしたため、ファイトマネーの30％がトンプソンに支払われた。
2018年9月8日、UFC 228のUFC世界ウェルター級タイトルマッチで王者タイロン・ウッドリー挑戦し、2Rに右ストレートでダウンを奪われ、ダースチョークで一本負け。王座獲得に失敗し、キャリア初黒星を喫した。
2019年3月16日、UFC Fight Night: Till vs. Masvidalでウェルター級ランキング11位のホルヘ・マスヴィダルと対戦。1Rに左ストレートでダウンを奪い、その後も優勢に試合を進めたものの、2Rに左フックでKO負け。敗れはしたものの、ファイト・オブ・ザ・ナイトを受賞した。
2019年11月2日、ミドル級転向初戦となったUFC 244でミドル級ランキング4位のケルヴィン・ガステラムと対戦し、2-1の判定勝ち。
2020年7月26日、UFC on ESPN: Whittaker vs. Tillでミドル級ランキング1位のロバート・ウィテカーと対戦し、0-3の5R判定負け。
2021年9月4日、UFC Fight Night:  Brunson vs. Tillでミドル級ランキング5位のデレク・ブランソンと対戦し、3Rにリアネイキドチョークで一本負け。
2022年12月10日、UFC 282でミドル級ランキング14位のドリカス・デュ・プレシと対戦し、3Rにリアネイキドチョークで一本負け。敗れはしたものの、ファイト・オブ・ザ・ナイトを受賞した。
2023年2月28日、過去3年間で前十字靭帯や内側側副靱帯を何度も断裂や損傷するなど膝の怪我に苦しみ、グラップリングのトレーニングも殆どできないなかったため、ティルはしっかり治療を受けるためにUFCにリリースを希望し、UFCからリリースされた。

## 人物・エピソード
- ブラジル在住時に知り合ったガールフレンドとの間に三児をもうけている[2]。また、自身の左上腕にはガールフレンドの似顔絵のタトゥーを入れている。
- 英語とポルトガル語の2ヶ国語を話すことができる。
- 2019年8月に自身のスポーツブランド「RAWDOG」をオープンした[10]。

## 犯罪・トラブル
2019年4月21日、テネリフェ島に滞在していた際、宿泊していたホテルの室内を荒らしたため退去を命じられ、その後タクシー運転手がティルの荷物をトランクに積み込んでいる間にタクシーを盗んだ容疑で逮捕された。ティルと他の4人の仲間は、器物損壊と自動車の無断使用の罪で有罪判決を受け、約10,000ポンドの罰金を科された。
2022年7月31日、ストックホルムで自動車を運転中にスピード違反で警察から停車を命じられ、ティルから基準値の3倍を超えるアルコールが検出されたため飲酒運転で逮捕された。

## 戦績
| 総合格闘技 戦績 | 総合格闘技 戦績 | 総合格闘技 戦績 | 総合格闘技 戦績 | 総合格闘技 戦績 | 総合格闘技 戦績 | 総合格闘技 戦績 |
| --------------- | --------------- | --------------- | --------------- | --------------- | --------------- | --------------- |
| 24 試合         | (T)KO           | 一本            | 判定            | その他          | 引き分け        | 無効試合        |
| 18 勝           | 10              | 2               | 6               | 0               | 1               | 0               |
| 5 敗            | 1               | 3               | 1               | 0               | 1               | 0               |

| 勝敗 | 対戦相手                         | 試合結果                                   | 大会名                                                          | 開催年月日     |
| ×    | ドリカス・デュ・プレシ           | 3R 2:43 リアネイキドチョーク               | UFC 282: Błachowicz vs. Ankalaev                                | 2022年12月10日 |
| ×    | デレク・ブランソン               | 3R 2:13 リアネイキドチョーク               | UFC Fight Night: Brunson vs. Till                               | 2021年9月4日   |
| ×    | ロバート・ウィテカー             | 5分5R終了 判定0-3                          | UFC on ESPN 14: Whittaker vs. Till                              | 2020年7月26日  |
| ○    | ケルヴィン・ガステラム           | 5分3R終了 判定2-1                          | UFC 244: Masvidal vs. Diaz                                      | 2019年11月2日  |
| ×    | ホルヘ・マスヴィダル             | 2R 3:05 KO（左フック）                     | UFC Fight Night: Till vs. Masvidal                              | 2019年3月16日  |
| ×    | タイロン・ウッドリー             | 2R 4:19 ダースチョーク                     | UFC 228: Woodley vs. Till 【UFC世界ウェルター級タイトルマッチ】 | 2018年9月8日   |
| ○    | スティーブン・トンプソン         | 5分5R終了 判定3-0                          | UFC Fight Night: Thompson vs. Till                              | 2018年5月27日  |
| ○    | ドナルド・セラーニ               | 1R 4:20 TKO（スタンドパンチ連打→パウンド） | UFC Fight Night: Cowboy vs. Till                                | 2017年10月21日 |
| ○    | ボヤン・ベリチコビッチ           | 5分3R終了 判定3-0                          | UFC Fight Night: Volkov vs. Struve                              | 2017年9月2日   |
| ○    | ジェシン・アヤリ                 | 5分3R終了 判定3-0                          | UFC Fight Night: Gustafsson vs. Teixeira                        | 2017年5月28日  |
| △    | ニコラス・ダルビー               | 5分3R終了 判定1-0                          | UFC Fight Night: Holohan vs. Smolka                             | 2015年10月24日 |
| ○    | ウェンデル・オリベイラ           | 2R 1:37 KO（グラウンドの肘打ち）           | UFC Fight Night: Condit vs. Alves                               | 2015年5月30日  |
| ○    | レアルテ・コスタ・エ・シウバ     | 4R 2:01 TKO（パンチ連打）                  | MMA Sanda Combat 2                                              | 2015年5月9日   |
| ○    | ギジェルモ・マルティネス・アイメ | 5分3R終了 判定3-0                          | Arena Tour 4: Tirloni vs. Healy                                 | 2014年12月20日 |
| ○    | セルジオ・マティアス             | 2R 3:05 アンクルホールド                   | Aspera Fighting Championship 14                                 | 2014年11月29日 |
| ○    | デイヴィド・カウビアック         | 1R 1:35 KO（パンチ）                       | Aspera Fighting Championship 11                                 | 2014年4月30日  |
| ○    | クリスティアーノ・マルケソッティ | 1R 4:45 後三角絞め                         | Curitibanos AMG Fight Champion 6                                | 2013年11月9日  |
| ○    | エジソン・ジャイロ・ダ・シウバ   | 3R 4:00 TKO（棄権）                        | Predador Campos Fight 2                                         | 2013年10月5日  |
| ○    | アレシャンドレ・ペレイラ         | 3R 2:47 KO（パンチ）                       | Encontro dos Espartanos 1                                       | 2013年8月10日  |
| ○    | ペドロ・ケラー・デ・ソウザ       | 2R 1:54 KO（パンチ）                       | Sparta MMA 7                                                    | 2013年6月15日  |
| ○    | パウロ・バティスタ               | 1R 1:24 KO（パンチ）                       | Sparta MMA 6                                                    | 2013年5月28日  |
| ○    | ジュニオール・デイツ             | 1R 2:18 TKO（パンチ連打）                  | São João Super Fight: Forja de Campeões                         | 2013年5月4日   |
| ○    | ムリエル・ギアッシ               | 2R 2:50 TKO（パンチ連打）                  | Tavares Combat 6                                                | 2013年4月6日   |
| ○    | ルシアーノ・オリベイラ・リベイロ | 5分3R終了 判定3-0                          | Sparta MMA 3                                                    | 2013年2月23日  |

## 表彰
- UFC ファイト・オブ・ザ・ナイト（3回）
- UFC パフォーマンス・オブ・ザ・ナイト（1回）